# رودرفیلد (ویرجینیای غربی)
رودرفیلد(به انگلیسی: Roderfield) شهری در ایالت ویرجینیای غربی کشور ایالات متحده آمریکا است که جمعیت آن در سرشماری سال ۲۰۱۰ میلادی، ۱۸۸ نفر بوده‌است.